# 河合紀彦
河合 紀彦（かわい のりひこ）は、日本の情報工学者。大阪工業大学情報科学部情報メディア学科准教授。工学博士（奈良先端科学技術大学院大学）。電子情報通信学会メディアエクスペリエンス・バーチャル環境基礎 (MVE) 専門委員。元日本学術振興会特別研究員。
専門は、サイバネティクスリアリティ工学(MR/AR/VR)・隠消現実感 (DR)、知能情報学、ヒューマンインタフェースインタラクション。

## 経歴
2005年京都大学工学部情報学科卒業。2007年奈良先端科学技術大学院大学情報科学研究科情報システム学専攻修士課程修了。2010年同大学院大学博士課程修了、工学博士（奈良先端科学技術大学院大学）。日本学術振興会特別研究員 (PD)、カリフォルニア大学バークレー校ポスドクなどを経て、2011年奈良先端科学技術大学院大学情報科学研究科助教。同大学院大学先端科学技術研究科客員准教授、2018年SenseTimeジャパンを経て、2020年大阪工業大学情報科学部情報メディア学科准教授。
主な所属学会は、電子情報通信学会、情報処理学会、日本バーチャルリアリティ学会、画像電子学会、IEEE。主な著書は、ARの教科書（共同翻訳、マイナビ出版2018、学術書）。

## 主な受賞
- IEEE Computer Society Japan Chapter Young Author Award 2017[4]
- MIRU2015 Outstanding Contribution in Reviwing Award
- 電子情報通信学会学術奨励賞
- 日本バーチャルリアリティ学会SIG-MR賞 (2015)[5]

## 主な研究
- 映像中から物体をリアルタイムで除去する隠消現実感(DR)[6]
- 入力されたパノラマ画像に基づいて出力画像を生成する画像生成装置・画像生成方法の開発 - 特開2015-121850[7]
- 人・モノの存在感を減衰するノイズキャンセリングHMDの開発とその有効性の評価
- 画像認識と音声認識の複合AIによる災害状況認識ユニットの基礎研究 - 防災科学技術研究所との共同研究[8]
- AR/ VRを活用した観光・拝観システムの開発 〜 奈良時代の百済寺のARと禁野本町遺跡のVRの三次元復元コンテンツ[9]

情報工学の対外啓蒙活動として、高校生向けに明石西高校出張講義 (2022)、市民向けに枚方市主催の市民歴史講座「百済寺跡で1350年前の寺院を体感」で担当する研究室学生グループと共にAR/VRコンテンツ提供を行っている。